# ZSD (Band)
ZSD war eine Punkband aus München, die 1978 gegründet wurde. Die Abkürzung ZSD steht für „Zielstrebige Degeneration“, was aber auch als herablassende Anspielung auf den Zivilen Sicherheitsdienst („Schwarze Sheriffs“) mit dem gleichen Kürzel zu verstehen war, der sich zur Zeit der Bandgründung durch zahlreiche Gewalttätigkeiten in der Münchner U-Bahn seinen besonders zweifelhaften Ruf erwarb.

## Geschichte
Die Band wurde im August 1980 von Wix (Gesang, Gitarre), Ziggy (Bass) und Sepp Stark (Schlagzeug; † 5. Februar 2008) gegründet. Ein Jahr nach der Gründung kamen sie schon auf den Münchener Punksampler München – Reifenwechsel leichtgemacht, auf dem auch bekannte Punkbands wie Marionetz und F.S.K. vertreten waren. Nach zwei LPs und einigen Umbesetzungen löste sich die Band 1987 auf. Ziggy und Roman spielten daraufhin zeitweise bei Lustfinger. Im Rahmen des Punk in München Projektes trat die Band im April 2006 noch einmal mit Tom „Foug“ Fock von Lustfinger als Sänger auf.
Die Band schrieb auch Songs über die politische Aktionsgruppe Freizeit 81, die wie ZSD aus der Münchner Szene stammte. 1997 erschien ein Sampler zur frühen Münchner Punk-Musik unter dem Titel Freizeit ’81. EP’s aus München. Die Mutter aller Sampler!.

## Diskografie

### Alben
- 1981: Ehre und Gerechtigkeit (LP)
- 1986: Krieg dem Kriege (LP)
- 1986: Live in Linz Juz Kapu (Tape)

### Sampler
- 1981: München – Reifenwechsel leichtgemacht
- 1983: Keine Experimente!
- Es klebt am Schuh – München in Punk-Rock
- 1983: Chaotische Ostern
- 1986: The Power of Love
- 1997: Zugeführt – Aus der Praxis des polizeilichen Dienstes
- 2003: Punk Rock BRD 1